# Maszer

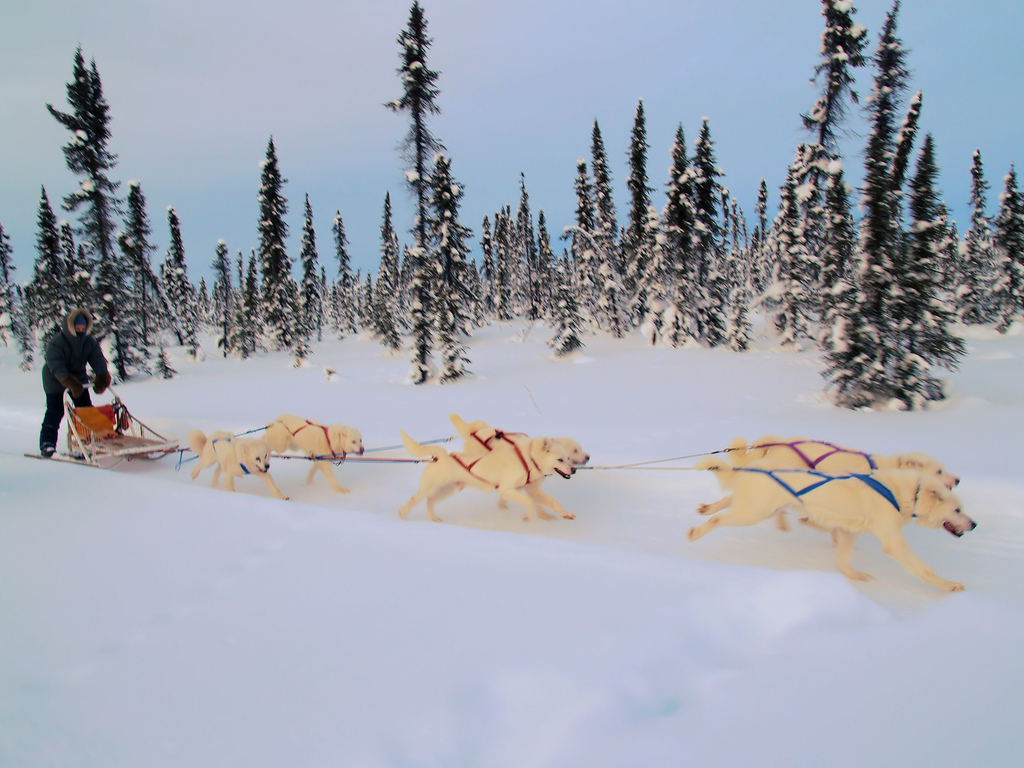
Maszer z psim zaprzęgiem

Maszer – osoba będąca przewodnikiem psiego zaprzęgu bez względu na rodzaj środka lokomocji ciągniętego przez psa lub psy. Najczęściej są to sanie, także wózki, skutery, rowery, hulajnogi i zawodnicy na nartach. W wyścigach psich zaprzęgów mężczyźni i kobiety są klasyfikowani razem.
Najpopularniejszymi maszerami są osoby biorące udział w wyścigach psich zaprzęgów, w których psy ciągną sanie. Zaliczyć do nich można:
- Martina Busera,
- Lance'a Mackeya,
- Ricka Swensona.

Pierwszymi powszechnie znanymi maszerami byli Leonhard Seppala i Gunnar Kaasen.